# Atia (okręg Harghita)
Atia (węg. Atyha) – wieś w Rumunii, w okręgu Harghita, w gminie Corund. W 2011 roku liczyła 222 mieszkańców.